# Trish Van Devere
Trish Van Devere (Englewood Cliffs, Nueva Jersey, 9 de marzo de 1941) es una actriz estadounidense.

## Primeros años
Van Devere nació como Patricia Louise Dressel en Tenafly (Nueva Jersey). Estuvo casada con el actor George C. Scott desde 1972 hasta su muerte en 1999.

## Carrera
Miembro vitalicio del Actors Studio, Van Devere interpretó a la original Meredith Lord en One Life to Live en 1968 y también protagonizó la película One Is a Lonely Number, un papel por el que fue nominada al Globo de Oro. Apareció junto a Scott en The Last Run (1971), The Day of the Dolphin y The Savage Is Loose, (ambas películas se estrenaron en 1973, la última fue dirigida por George C. Scott), Beauty and the Beast, (1976, telefilm), Movie Movie (1978), y The Changeling (1980).
Van Devere siguió actuando para series de televisión y cine hasta 1994, y apareció en series como Profesión Peligro, Hardcastle and McCormick, Highway to Heaven y The Love Boat. Protagonizó junto a Peter Falk en 1978, un episodio de la longeva serie de televisión Colombo, en el que interpretaba a una productora de televisión y asesina llamada Kay Freestone.

## Vida posterior
Después de una larga carrera como actriz, Van Devere se estableció en Broad Beach, Malibú (California), con su marido George C. Scott. Después de haber estado viviendo cinco años en Broad Beach, Van Devere y George C. Scott se mudaron a Retreat Court, una comunidad privada de Malibu. Finalmente, cuando Scott tenía 67 años y Van Devere 51, la pareja adoptó a George D. Scott, el hijo del hermano de Van Devere, George Dressel.

## Filmografía
- The Landlord, (1970)
- Where's Poppa?, (1970)
- The Last Run, (1971)
- One Is a Lonely Number, (1972)
- Harry in Your Pocket, (1973)
- The Day of the Dolphin, (1973)
- The Savage Is Loose, (1974)
- Beauty and the Beast, (1976, telefilm)
- Movie Movie, (1978)
- The Changeling, (1980)
- The Hearse, (1980)
- Uphill All The Way, (1986)
- Hollywood Vice Squad, (1986)
- Messenger of Death, 1988